# Katholische Pfarrkirche Pinkafeld

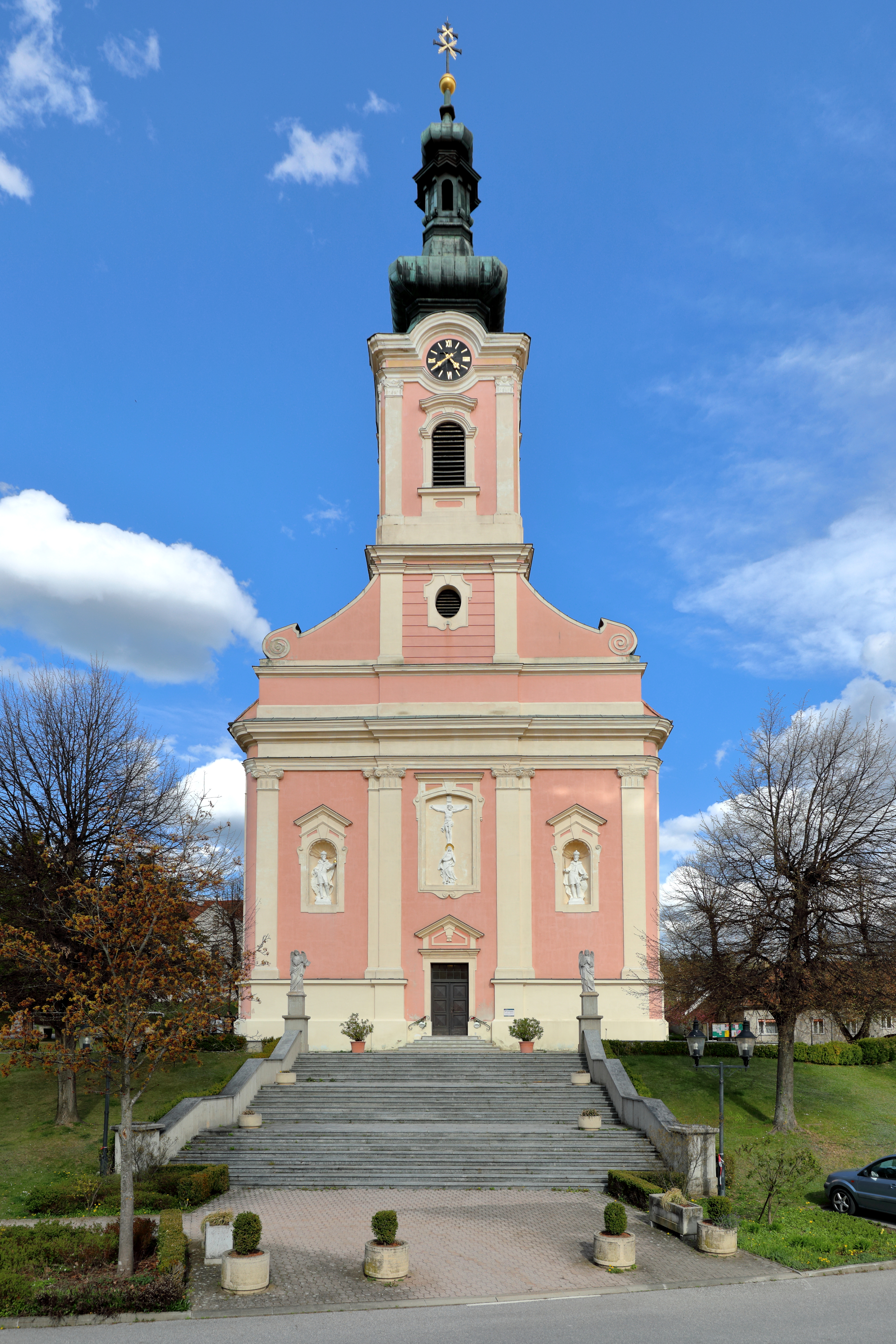
Katholische Pfarrkirche Hll. Petrus und Paulus in Pinkafeld

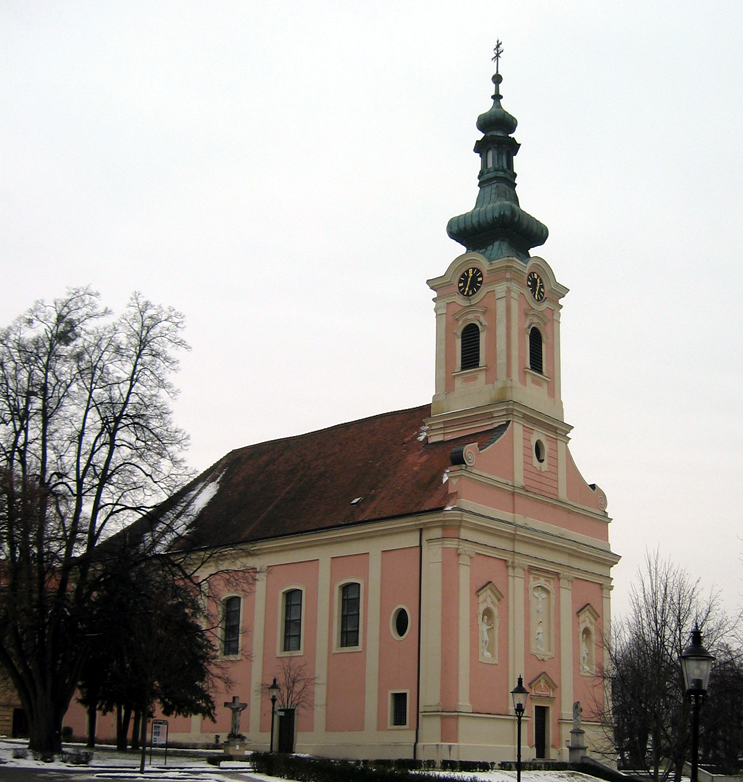
Nordwestansicht der Pfarrkirche

Die römisch-katholische Pfarrkirche Pinkafeld steht in der Gemeinde Pinkafeld im Bezirk Oberwart im Burgenland. Sie ist den Heiligen Petrus und Paulus geweiht und gehört zum Dekanat Pinkafeld in der Diözese Eisenstadt. Das Bauwerk steht unter Denkmalschutz.

## Geschichte
Die Pfarrkirche in der Ortsmitte ist die alte Mutterkirche des Bezirkes. Von 1773 bis 1774 erfolgte ein Neubau. Die Kirchweihe erfolgte 1786 mit Bischof Johann Szily vom Bistum Szombathely. Die Fertigstellung mit vollständiger Einrichtung der Kirche war 1807. Eine Restaurierung des Kircheninneren und der Einrichtung erfolgte 1888 mit dem Maler und Tischler Johann Rohrer aus Pinkafeld. Eine Gesamtrestaurierung erfolgte 1956; eine Ausmalung 1963.

## Architektur

### Außen
Das einschiffige Langhaus mit einem eingezogenen Chor mit einer flachrunden Apsis hat im Westen einen Fassadenturm mit einer zweifachen Zwiebelhaube und einer Laterne. Auf beiden Seiten des Chores sind zweigeschoßige Sakristei- und Oratorienanbauten. Die westliche, dreiachsige gegliederte Giebelfassade hat drei Wandnischen mit Steinfiguren der ungarischen hll. Könige Ladislaus und Stephan und mittig ein Kruzifix mit der trauernden Maria.

### Innen

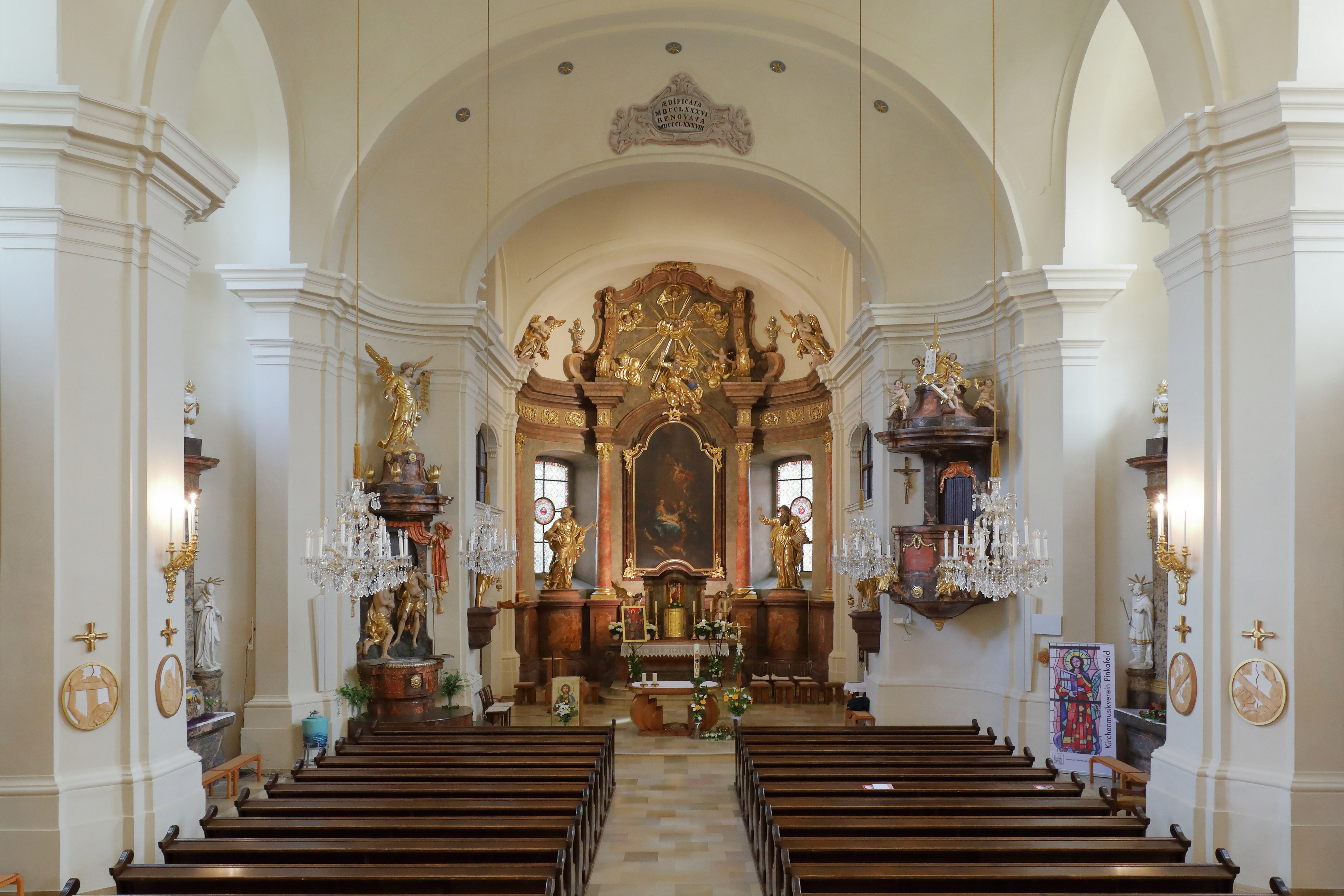
Innenansicht Richtung Hochaltar

Der Innenraum vom Typus einer spätbarocken Wandpfeilerkirche besteht aus einem vierjochigen Langhaus mit einem Platzlgewölbe zwischen Gurten auf vorgezogenen Pilastern vor tief eingebuchteten Fensternischen. Das Turmjoch hat Seitenräume, im Westen die dreiachsige Empore mit einem Platzlgewölbe und einer mittig vorgezogenen Emporenbrüstung. Hinter dem breit einschwingenden, rundbogigen Triumphbogen folgt das Chorjoch mit einem Querplatzlgewölbe und einer Apsis unter einer Schale.

## Ausstattung
Auf dem spätbarocken Hochaltar aus 1773/1774 von dem Bildhauer Nikolaus Minich steht ein spätbarockes Altarblatt Geburt Christi von Anton Jantl aus Graz. Die Kanzel und das Taufbecken werden dem Bildhauer Philipp Jakob Prokop (1740–1814) zugeschrieben. Das Taufbecken stammt aus der Zeit um 1780 und wurde als bewusstes Gegenstück zur Kanzel errichtet. Es hat die Form einer Trommel, die auf ein zweistufiges Holzpodest gesetzt ist. Darauf befindet sich ein Stuckfigurengruppe, die die Taufe Christi darstellt. Der darüber liegende Deckel mit der Hl.-Geist-Taube auf der Unterseite und einem Engel mit einer Schriftrolle auf dem Aufsatz ist dem Kanzeldeckel sehr ähnlich. Der marmorierte Tabernakel wurde auf einem gemauerten Altartisch errichtet und ist von zwei korinthischen Säulen und zwei großen knienden Engeln flankiert. Eine Glocke goss 1840 Johann Feltl in Graz. Die neue Einrichtung des Altarraumes mit Altartisch, Ambo, Kerzenständer, Kreuz und die Sessel aus Kirschholz schuf 1991 der Bildhauer Thomas Resetarits.

## Orgel
Die Orgel auf der Westempore hat ein Rückpositiv in der Emporenbrüstung. Sie wurde 1790 durch Joseph Klügel (Kliegel), „Bürgerlicher Orgel und Instrument Macher“ aus Güns erbaut. Ins original erhaltene Orgelgehäuse installierte die Salzburger Firma Dreher und Reinisch 1966 eine neue Orgel. Diese wurde 2022 durch ein neues Instrument von Hermann Eule Orgelbau Bautzen ersetzt. Es verfügt über 35 Register, die auf drei Manualen und Pedal verteilt sind. Die Disposition lautet wie folgt:
| I Hauptwerk C–g3 |       |
| Bordun           | 16′   |
| Principal        | 8′    |
| Viola di Gamba   | 8′    |
| Rohrflöte        | 8′    |
| Quintadena       | 8′    |
| Octave           | 4′    |
| Spitzflöte       | 4′    |
| Quinte           | 2 ⁄3′ |
| Superoctave      | 2′    |
| Cornett III      |       |
| Mixtur III       |       |
| Trompete         | 8′    |

| II Rückpositiv C–g3 |       |
| Gedackt             | 8′    |
| Principal           | 4′    |
| Flöte               | 4′    |
| Octave              | 2′    |
| Quinte              | 1 ⁄3′ |

| III Unterwerk C–g3 |        |
| Salicional         | 8′     |
| Flaut Travers      | 8′     |
| Lieblich Gedackt   | 8′     |
| Unda Maris         | 8′     |
| Fugara             | 4′     |
| Flaut Dolce        | 4′     |
| Nasard             | 2 ⁄3′  |
| Waldflöte          | 2′     |
| Terz               | 1 3⁄5′ |
| Flageolet          | 1′     |
| Vox Humana         | 8′     |

| Pedal C–f1    |     |
| Violon        | 16′ |
| Subbaß        | 16′ |
| Principalbass | 8′  |
| Violoncello   | 8′  |
| Flötenbass    | 8′  |
| Posaune       | 16′ |
| Trompete      | 8′  |

- Koppeln: II/I, III/I, III/II, I/P, II/P, III/P

## Bildergalerie

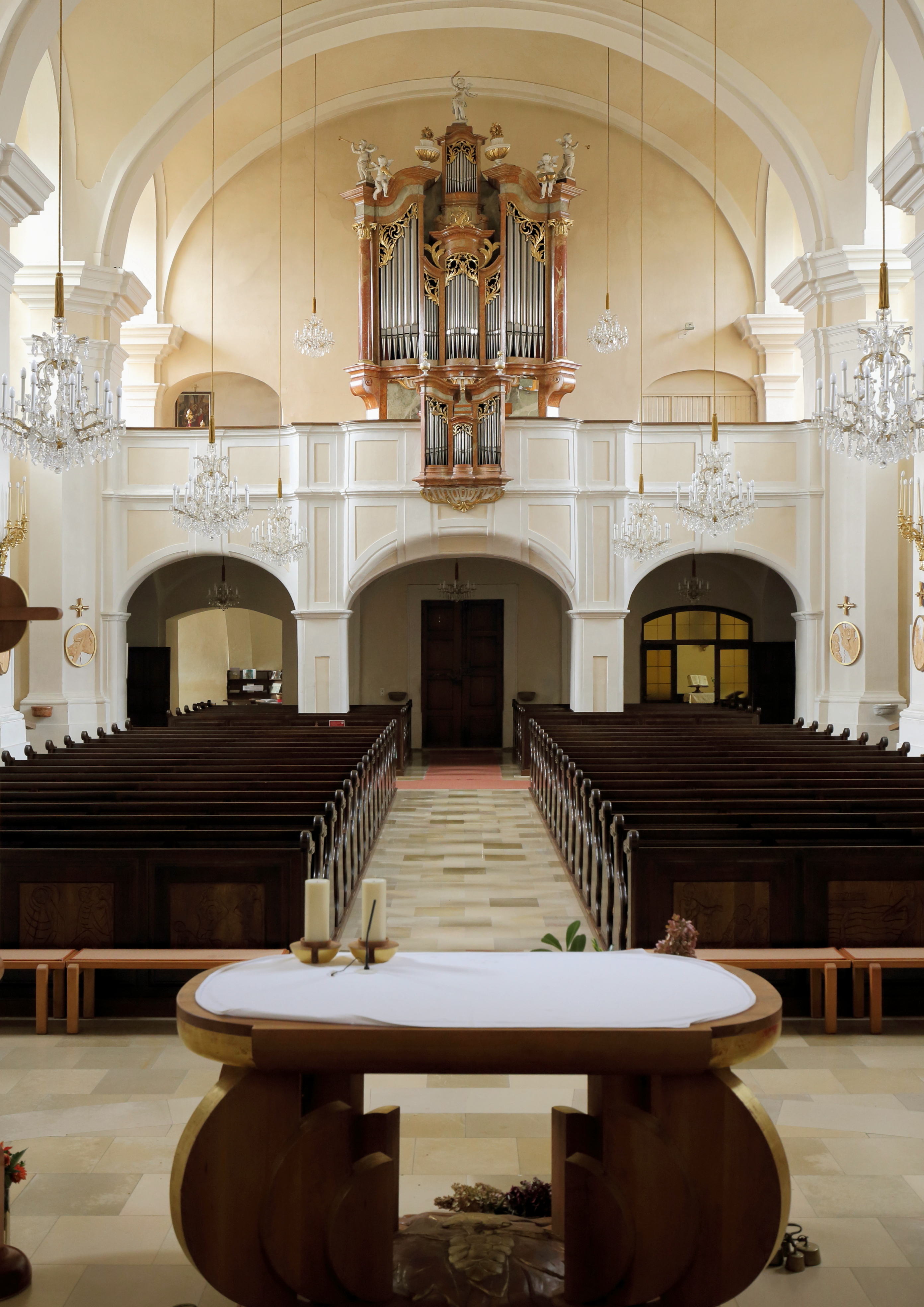
Innenansicht Richtung Orgelempore
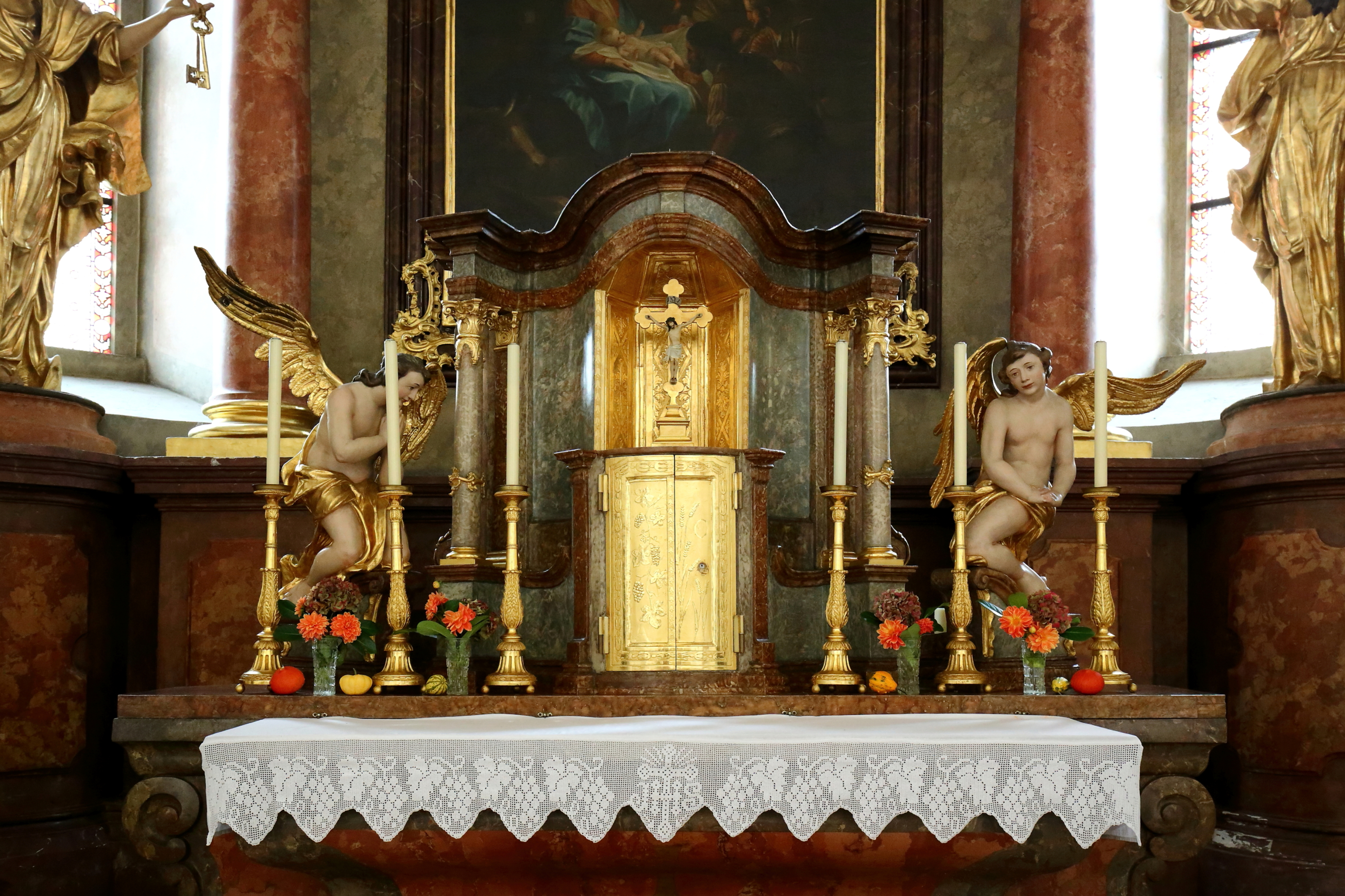
Tabernakel der Pfarrkirche
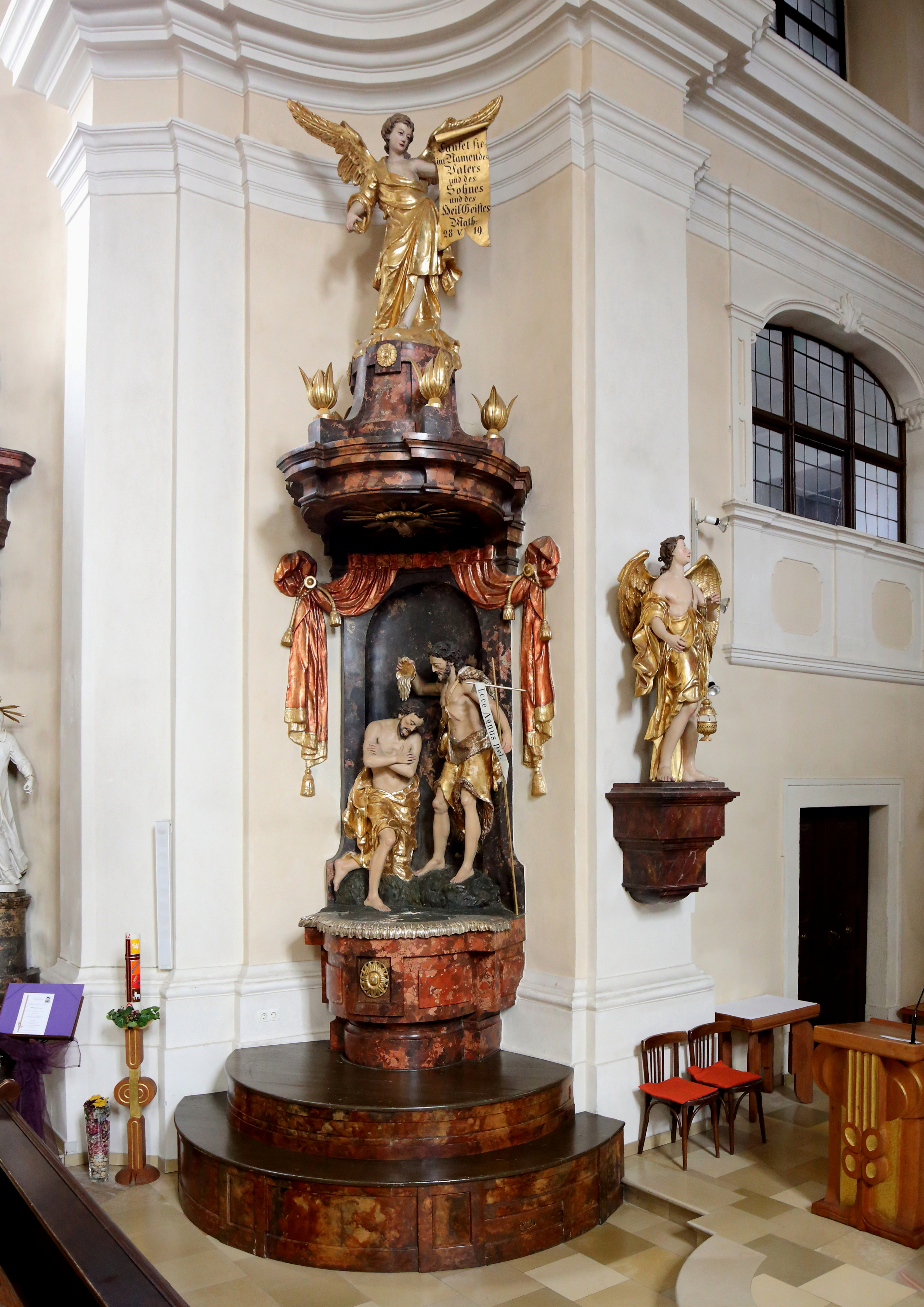
Taufbecken der Pfarrkirche
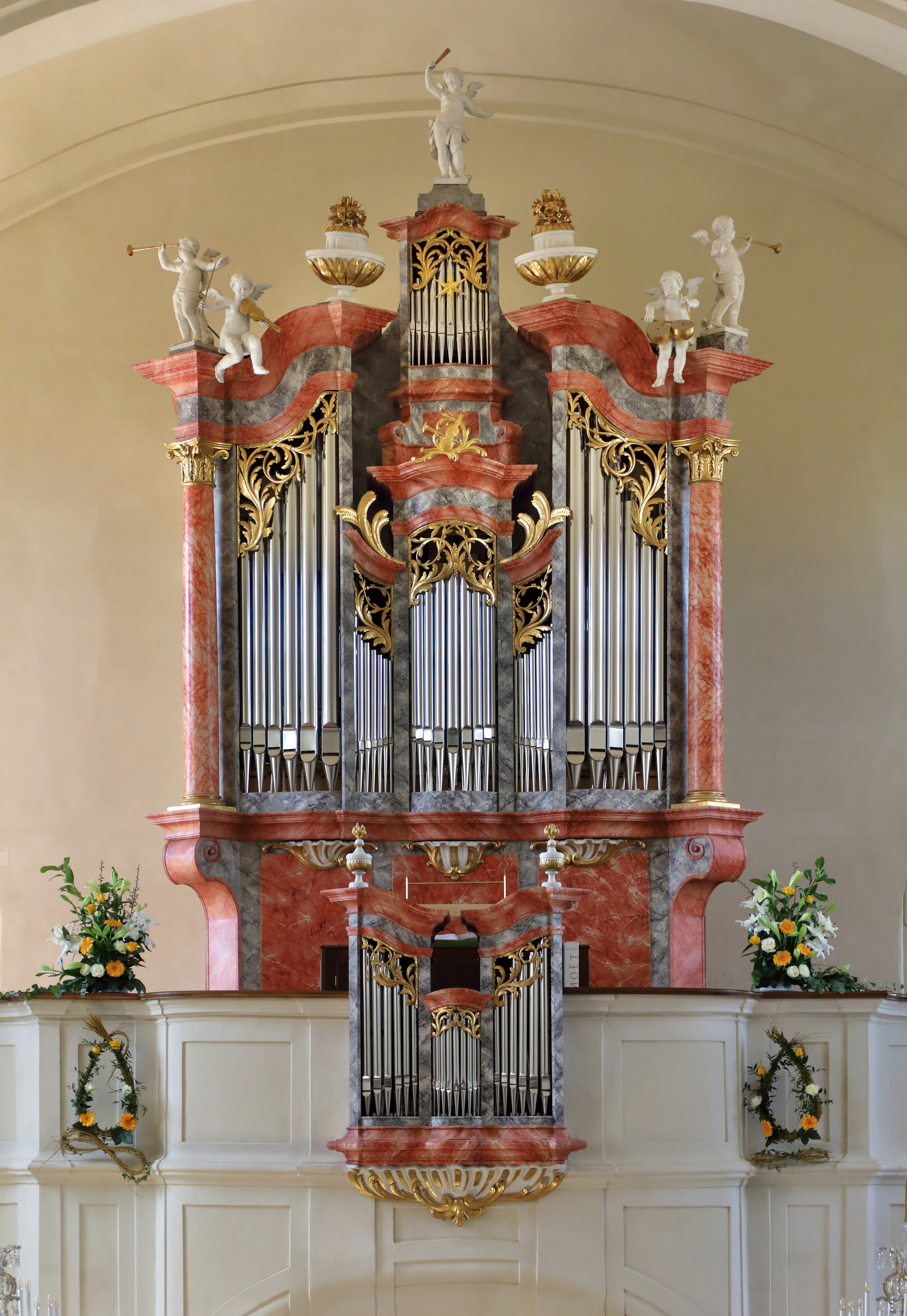
Neue Orgel (2022) in historischem Gehäuse